# Mike Ashley
Michael Raymond Donald Ashley (nascido em 1948) é um bibliógrafo, autor e editor britânico de ficção científica, mistério e fantasia.
Ele edita a longa série Mammoth Book de antologias de contos, cada uma organizada em torno de um tema específico de mistério, fantasia ou ficção científica. Ele tem um interesse especial em revistas de ficção e escreveu uma História da Revista de Ficção Científica em vários volumes e um estudo de revistas de ficção britânicas, The Age of the Storytellers . Ele ganhou o Prêmio Edgar por The Mammoth Encyclopedia of Modern Crime Fiction . Além dos livros listados abaixo, editou e preparou para publicação o romance The Enchantresses (1997) de Vera Chapman . Ele contribuiu para muitas obras de referência, incluindo The Encyclopedia of Fantasy (como Editor Colaborador) e The Encyclopedia of Science Fiction (como Editor Colaborador da terceira edição). Ele escreveu os livros para acompanhar as exposições da Biblioteca Britânica, Taking Liberties em 2008 e Out of This World: Science Fiction But Not As You Know It em 2011. Ele mora em Chatham, Kent, Inglaterra.